# 크로스 에어
크로스 에어(영어: Crossair)는 1978년 스위스 항공의 자회사로 설립되어 허브 공항은 바젤 뮐루즈 프라이부르크 공항으로 스위스의 최대의 지역 항공사이자 또한 스위스의 대표적 국적기 중 하나로 일컬어지기도 했으며 여러 개의 자회사를 거두었다.

## 역사
Moritz Suter가 Business Flyers Basel AG라는 이름으로 설립하였고 1978년 스위스 항공의 자회사가 되면서 현재의 사명을 개명하였다. 1979년 취리히 공항에서 뉘른베르크, 인스부르크, 그리고 클라겐푸르트로 최초 운항을 하였다. 그리고 1980년, SAirgroup의 회원으로 가입하였고 1995년 스위스 항공의 전세 항공편을 시작하였다. 그러나 1998년 스위스 항공 111편 추락 사고를 계기로 스위스 항공의 적자가 심해지며 그 여파로 크로스 에어의 적자 또한 심화됐다. 2001년에 9·11 테러로 수요가 악화되면서 모회사인 스위스 항공이 실적 악화로 인해 도산됨에 따라 크로스 에어는 스위스 항공에 합병되어 공멸되는 형태로 2002년에 파산했다. 그러나 스위스 정부의 도움으로 2002년과 2005년에 스위스 국제항공과 스위스 유럽항공이 설립되었다.

## 사건 및 사고
- 2000년 1월 10일 크로스 에어 498편이 취리히를 이륙하자마자 추락, 10명 전원이 사망하였다. (항공사고수사대에도 방영됐다.)
- 2001년 11월 24일 크로스 에어 3597편이 취리히에 착륙도중 추락, 33명 중 24명이 사망하였다. 사망자 중에는 La Bouche와 Melanie Thornton도 포함되어 있었고 생존자들은 3도 화상을 입었다.
- 2002년 7월 10일 크로스 에어 850편이 독일에 비상착륙을 하였다. 착륙 후 항공기가 예상 밖으로 심한 손상은 입었고 수리를 위해 많은 돈을 들었다. 그 결과 크로스 에어가 파산되게한 원인이 되기도 하였다.

## 같이 보기
- 스위스 항공